# 토요타 윈덤
토요타 윈덤(Toyota Windom)은 일본의 토요타 자동차가 만든 전륜구동 승용차로 캠리의 플랫폼을 공용했다. 일본을 제외한 세계적으로는 렉서스 ES로 판매되었다.

## 1세대

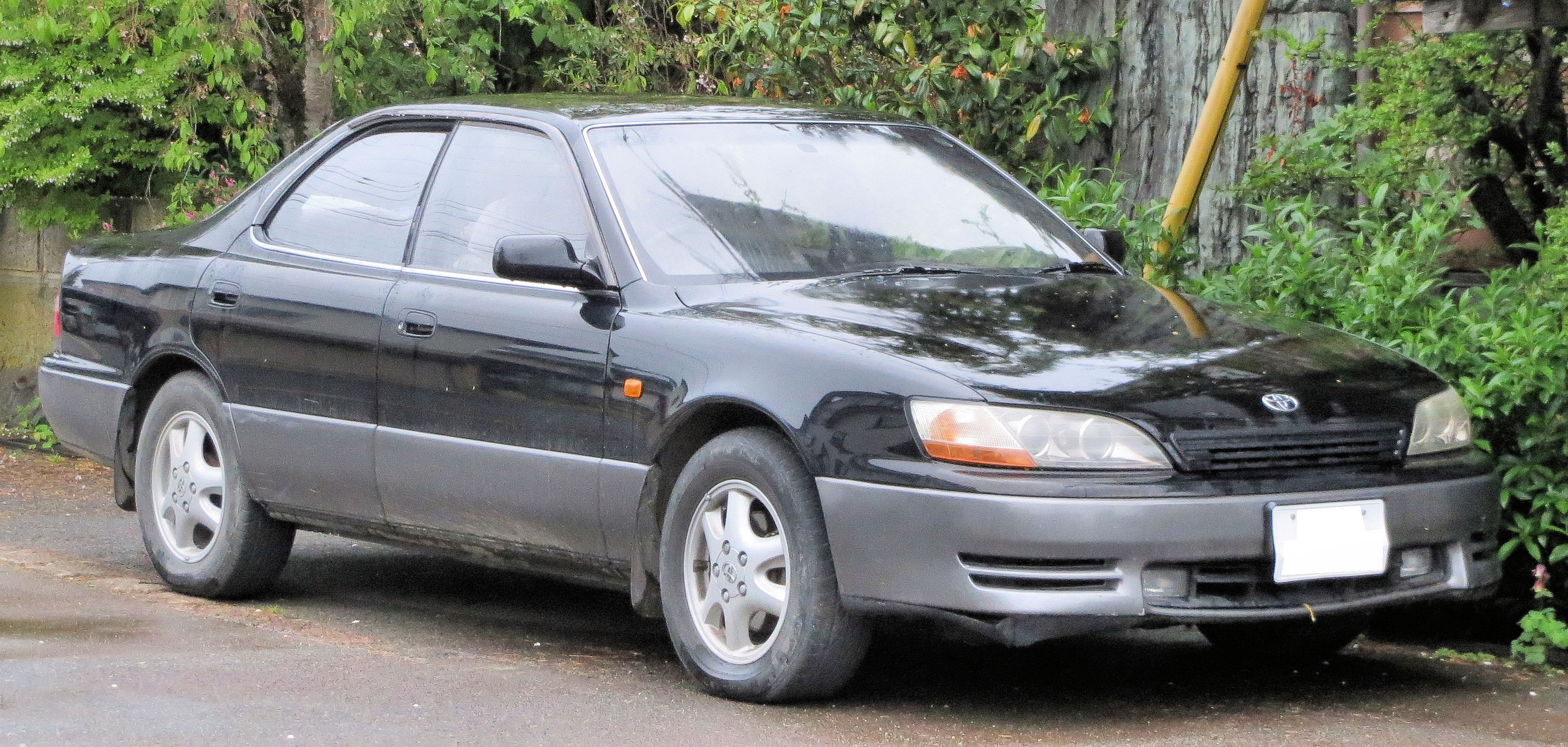
토요타 윈덤 정측면

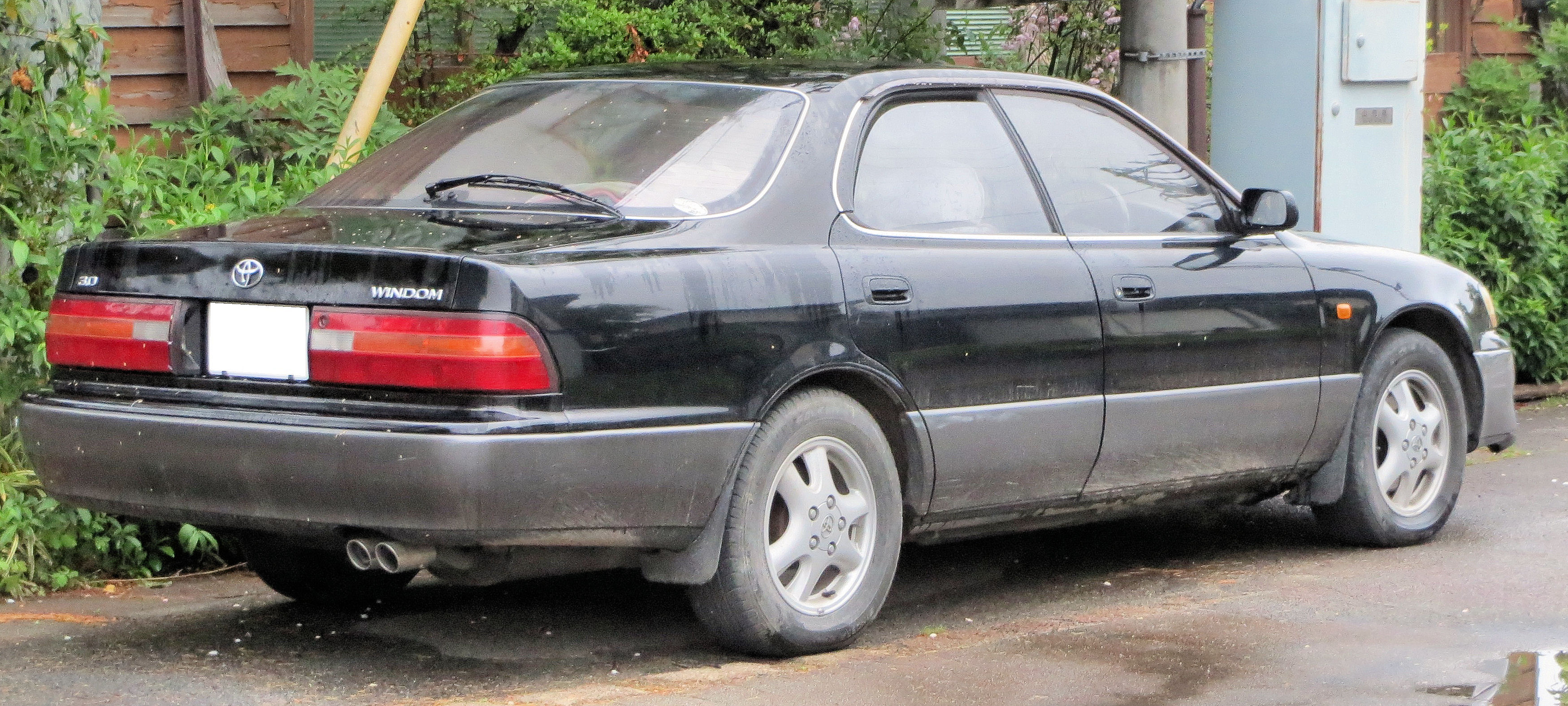
토요타 윈덤 후측면

1991년 9월에 출시되었으며, 세프터(4세대 캠리)의 플랫폼을 베이스로 만들어졌다. 프레임이 없는 프레임리스 도어를 채용해 고급스러운 느낌을 주었다. 일본을 제외한 국가에서는 렉서스 브랜드로 팔렸으며, ES (2세대)와 동일 차종이다. 엔진은 V6 3,000cc 3VZ-FE 엔진만 장착되었으나 1993년에 V6 2,500cc 4VZ-FE 엔진이 추가되었다.

## 2세대

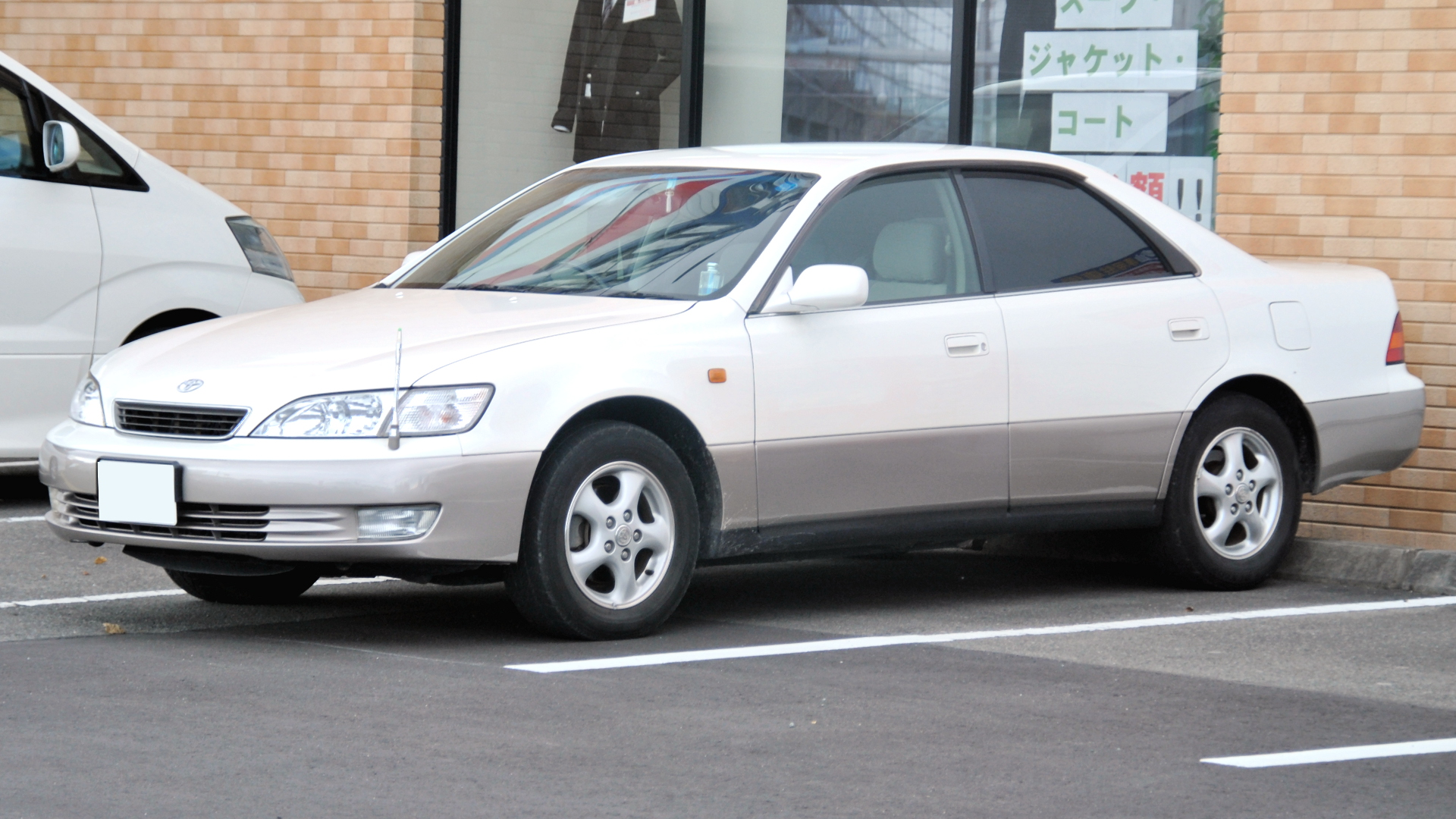
토요타 윈덤 정측면

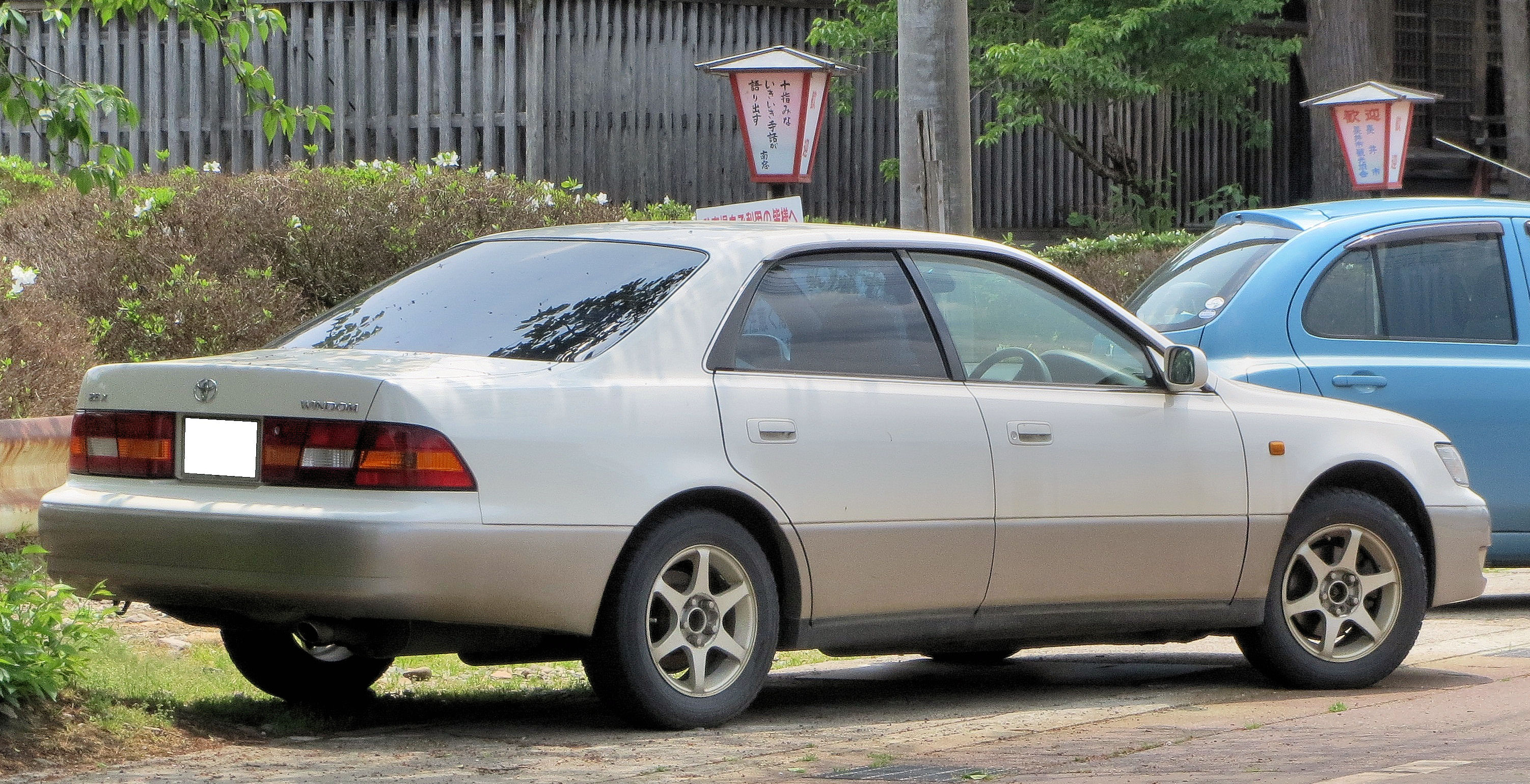
토요타 윈덤 후측면

1996년 8월 21일에 출시했으며, 6세대 캠리와의 플랫폼 공유를 통해 개발되었다. 풀 모델 체인지를 했으나, 1세대의 디자인을 답습했고 프레임리스 도어도 계속 적용됐다. 렉서스 ES (3세대)와 동일 차종이다. 헤드 램프는 프로젝터 방식 대신 멀티 리플렉터 방식의 할로겐이 쓰였다. 1MZ-FE V6 3,000cc 엔진과 2MZ-FE V6 2,500cc 엔진이 장착되었다. 전차종에 기본 사양인 듀얼 에어백, 실내에는 충격 흡수 소재, 차체는 토요타 독자 기준의 충돌 안전 보디인 GOA를 적용하는 등 안전에 만전을 기했다. 토요타의 전륜구동 방식의 고급 세단으로서 일본에서 당초 어느 정도의 판매 대수를 유지하고 있었지만, 후반에는 서서히 판매 대수가 감소하고 있었다.

## 3세대

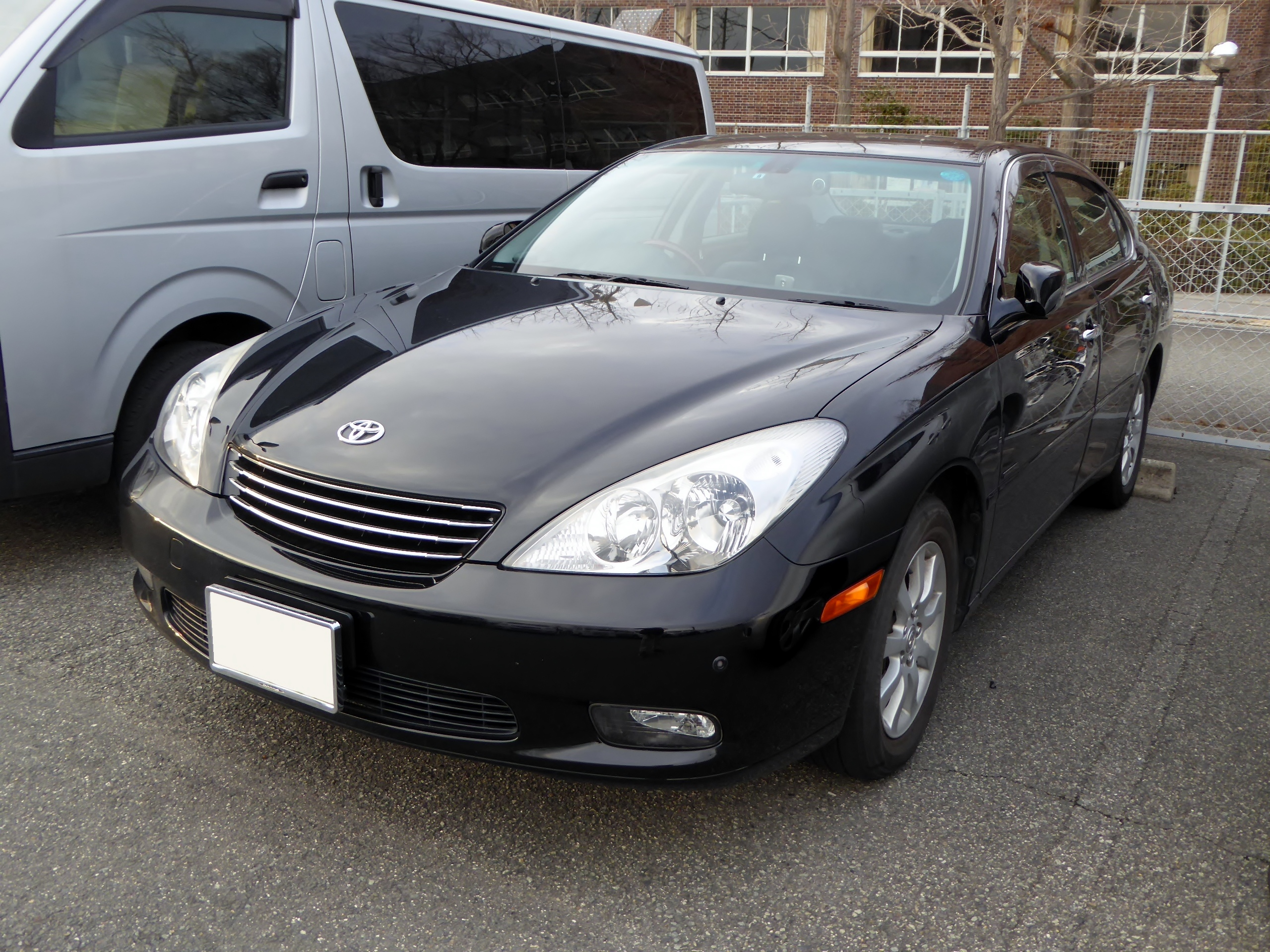
토요타 윈덤 정측면

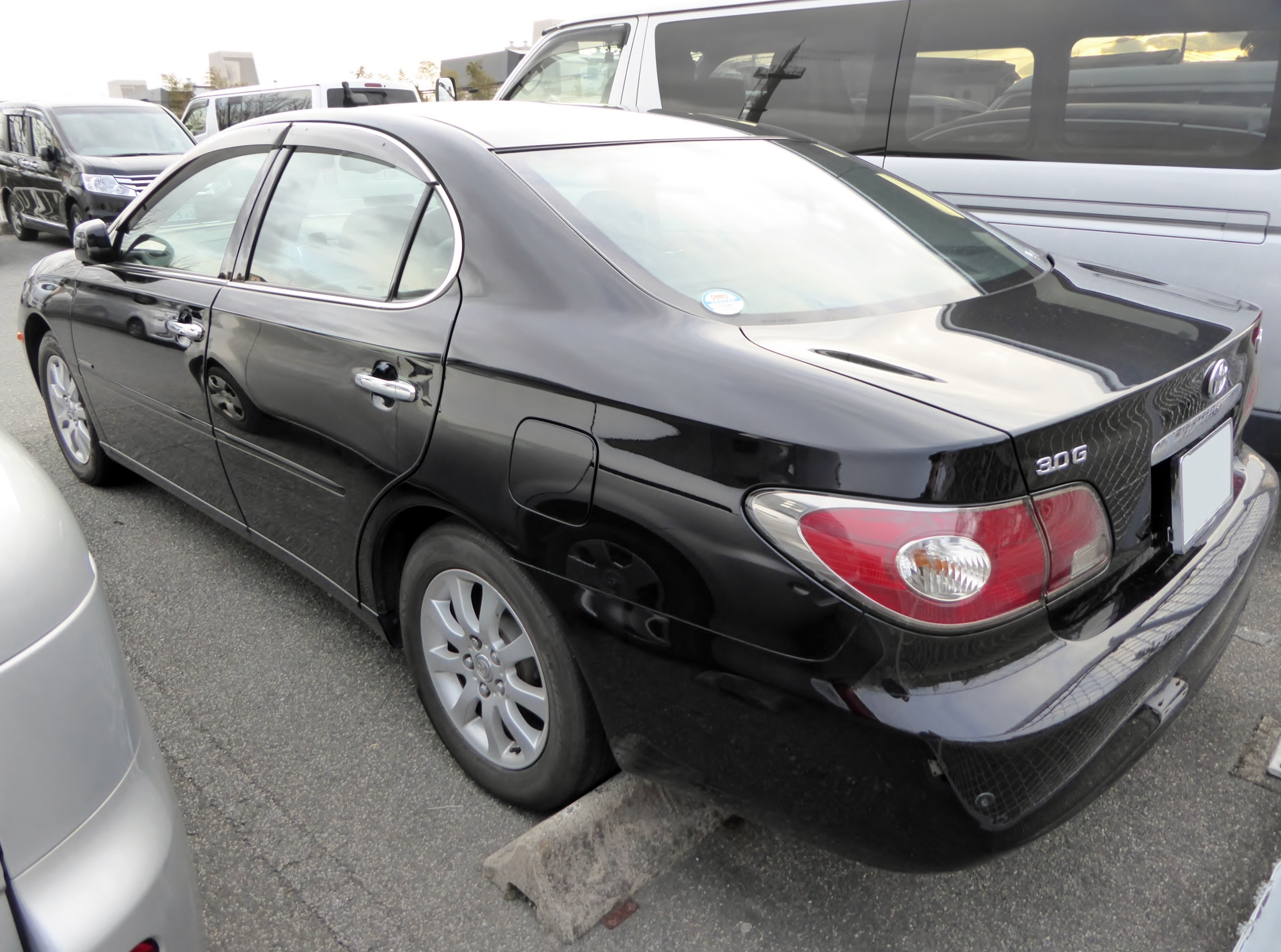
토요타 윈덤 후측면

2001년 8월 21일에 출시되었다. 7세대 캠리와 플랫폼을 공유하며, 1세대와 2세대에 적용된 프레임리스 도어가 없어졌다. 렉서스 ES (4세대)와 동일 차종이다. 축거가 50mm 연장되어 실내 공간이 넓어졌다. 2세대에 비해 곡선이 더 들어간 디자인으로 완성되었고, V6 3,000cc 1MZ-FE 엔진만 장착되었다. 다만 렉서스 ES로 팔린 지역에서는 이 엔진이 중간에 V6 3.3리터 DOHC 엔진으로 변경됐다. 일본에서는 2005년부터 급격하게 감소한 판매량으로 인해 8세대 캠리의 출시와 함께 단종되었으나, 해외에서는 렉서스 ES로 세대를 거듭하며 계속 판매 중이다. 그리고 일본에서 사실상의 대체 차종으로 발매했던 렉서스 HS마저 판매 부진으로 인해 단종시킨 토요타 자동차는 2018년에 렉서스 ES의 일본 런칭을 선언하며 일본에도 윈덤의 후신격인 ES가 팔리게 됐다.
대한민국에도 렉서스의 정식 런칭과 함께 윈덤(4세대 ES300)이 정식으로 들어왔으며, 전술했듯이 중간에 ES330으로 변경됐다. 2001년 렉서스의 대한민국 런칭 이래, 대한민국 시장에서 꾸준히 판매 중인 수입 세단이다.